# Paraipaba

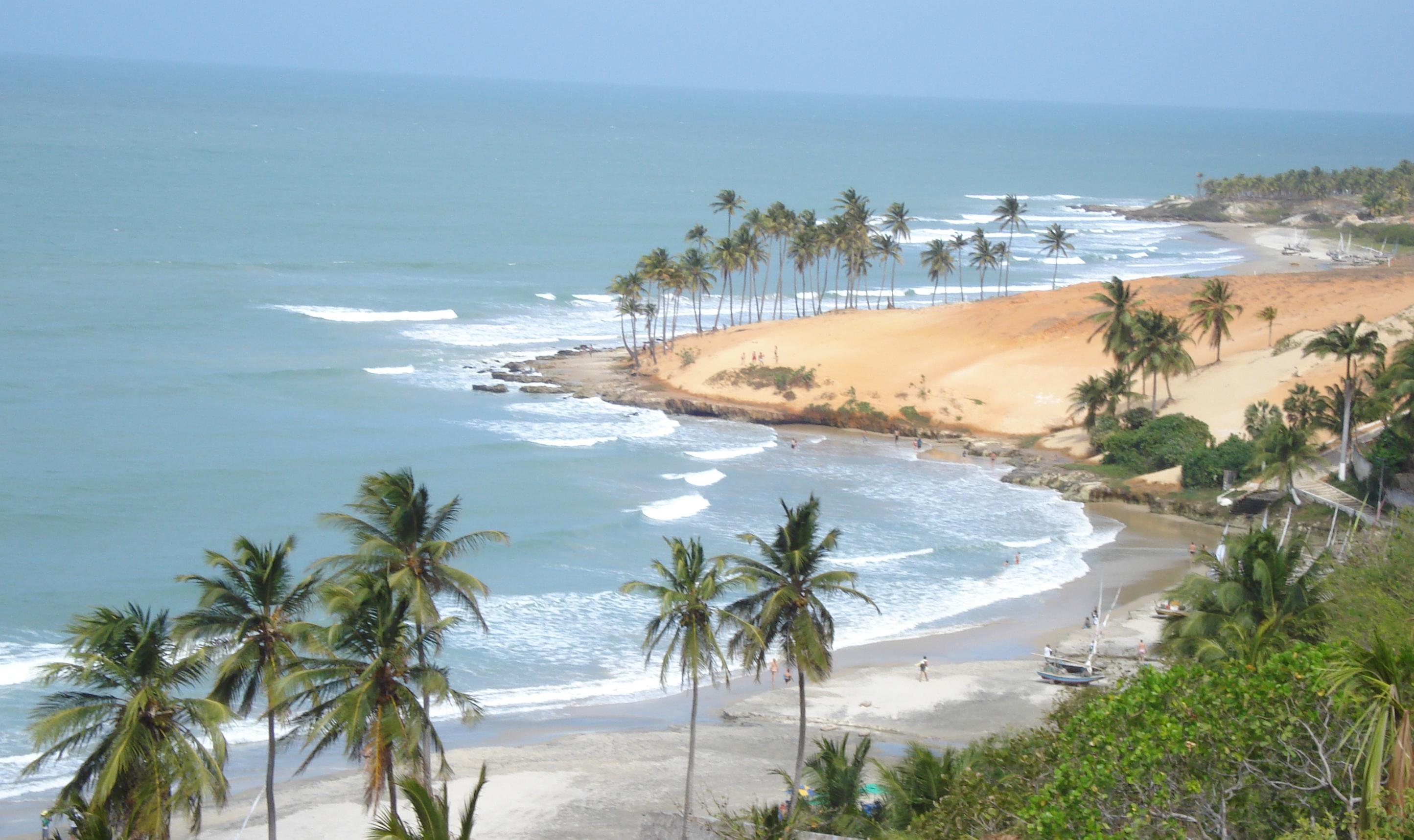
Vista de la playa de la lagoinha.

Paraipaba es un municipio brasileño del estado del Ceará. Su población estimada en 2004 era de 28.372 habitantes.
En los márgenes del río Curu, Paraipaba tiene uno de los mayores proyectos irrigados del mundo, donde son encontrados diversas variedades de frutas,y entre estas, el cultivo del coco es la principal actividad agropecuaria de la región.